# Eleições gerais na África do Sul em 1994
O dia 27 de abril é o “Dia da Liberdade” para os sul-africanos. A data marcou a primeira eleição (em 1994) que não foi determinada pelas regras do apartheid (regime de segregação racial oficializado pelo governo da África do Sul) desde 1948. Até então, a cor restringia a participação nas eleições de tal modo que, de uma população de quase 28 milhões, apenas 3 milhões eram eleitores. A eleição de 1994, sem restrições raciais, (para as assembleias regionais e para a assembleia nacional do país) foi possível em função das negociações de paz que envolveram toda a sociedade sul-africana após a libertação de Nelson Mandela, em 1990. O partido do mais famoso dissidente político do mundo, Congresso Nacional Africano, foi o grande vencedor do pleito, o que garantiu a eleição de Mandela para a presidência da República.
O pleito foi organizado pela Comissão Eleitoral Independente, formada por representantes de diversos setores da sociedade sul-africana e presidida pelo líder do principal tribunal do país. A Comissão enfrentou uma série de problemas, a ponto de relatório do Departamento de Estado dos EUA ter considerado sua tarefa um “pesadelo logístico”.
Os eleitores não estavam cadastrados em qualquer banco de dados específico. O documento exigido era o de identidade, e os membros das mesas de voto foram instruídos a flexibilizar soluções para os casos mais complicados. A eleição transcorreu ao longo de seis dias, e, como o eleitor podia votar em qualquer mesa, alguns locais tiveram filas cujo tamanho alcançaram a marca dos quilômetros. Ao largo de todos estes problemas, os observadores internacionais, vinculados tanto à ONU quanto à União Europeia, afiançaram a credibilidade do pleito, que marcou uma nova era na política sul-africana.
Os votos válidos chegaram a 19 726 579, e os dois partidos mais votados para a Assembleia Nacional foram o Congresso Nacional Africano, com 12 237 655 votos (62,65% e 252 lugares), o Partido Nacional, com 3 983 690 votos (20,39% e 82 lugares).

## Resultados Oficiais
| Partido                 | Partido                            | Votos      | %               | Deputados |
| ----------------------- | ---------------------------------- | ---------- | --------------- | --------- |
|                         | Congresso Nacional Africano        | 12 237 655 | 62,65 / 100,00  | 252 / 400 |
|                         | Partido Nacional                   | 3 983 690  | 20,39 / 100,00  | 82 / 400  |
|                         | Partido da Liberdade Inkatha       | 2 058 294  | 10,54 / 100,00  | 43 / 400  |
|                         | Frente da Liberdade                | 424 555    | 2,17 / 100,00   | 9 / 400   |
|                         | Partido Democrático                | 338 426    | 1,73 / 100,00   | 7 / 400   |
|                         | Congresso Pan-Africano             | 243 478    | 1,25 / 100,00   | 5 / 400   |
|                         | Partido Democrata Cristão Africano | 88 104     | 0,45 / 100,00   | 2 / 400   |
|                         | Outros                             | 159 296    | 0,81 / 100,00   | 0 / 400   |
| Votos Inválidos         | Votos Inválidos                    | 193 112    | 0,98 / 100,00   |           |
| Total                   | Total                              | 19 726 610 | 100,00 / 100,00 | 400 / 400 |
| Eleitorado/Participação | Eleitorado/Participação            | 22 709 152 | 86,87 / 100,00  |           |
| Fonte                   | Fonte                              | [ 2 ]      | [ 2 ]           | [ 2 ]     |